# 于禁
于 禁（う きん、? - 黄初2年（221年））は、中国後漢末期から三国時代の武将。字は文則（ぶんそく）。兗州泰山郡鉅平県（現在の山東省泰安市岱岳区）の人。子は于圭。『三国志』魏志「張楽于張徐伝」に伝がある。『元和姓纂』巻二によれば前漢の丞相于定国の末裔であるという。

## 事跡

### 名将の于禁
黄巾の乱に際して同郷の鮑信が義兵を募った時に、それに参加した。
初平3年（192年）、鮑信が戦死すると、馴染みであった曹操の下に馳せ参じ、将軍の王朗の配下に加えられ、都伯となった。王朗は弓馬に優れた于禁の才能を高く評価し、優に大将軍とするに足るとして推挙した。曹操との面談により軍司馬に任命された于禁は、陶謙が治める徐州の広威を攻撃してこれを陥落させ、陥陣都尉に昇進した。
興平元年（194年）からの呂布との戦いでも、別働隊を指揮して濮陽の南にある呂布の別陣2つを破り、更に別働隊を指揮して須昌で高雅を破った。寿張・定陶・離孤の攻略や、張超が立てこもる雍丘の攻略に従い、全てを陥落させた。
建安元年（196年）2月、豫州黄巾残党の黄邵・劉辟らを征伐したときは、板梁において曹操の陣に夜襲をかけてきた黄邵らを直属の兵士を指揮して撃退し、黄邵らを斬り残党を全て捕虜とした。平虜校尉に昇進した。
建安2年（197年）、苦における袁術軍の橋蕤包囲に従軍し、橋蕤ら4人の将を斬った。
11月、曹操に従い宛まで行き張繡を降伏させた。その後、張繡が反乱を起こしたため、曹操軍は大混乱に陥り舞陰に撤退することになった。この時、于禁だけが手勢数百を率い、戦いながら退却したため、死傷者は出たものの離散者は出さなかった。
張繡の追撃が緩むと、于禁は隊列を整えて帰還したが、その途中で日頃から曹操に寛大に扱われている青州兵が味方に略奪を働いた事を知り、立腹して青州兵を討伐し罪を責めた。青州兵は逃走し、曹操に于禁の事を讒言した。周囲の者が于禁に曹操へ早く弁明するよう言ったが、于禁は「敵がすぐ近くまで来ており、備えなければ迎撃できない。曹公は聡明であり、讒言は意味をなさない」とし、塹壕を掘り陣営を設け終わった後に、曹操の下に出向いて事情を詳しく説明した。曹操は喜び、「わしは危急であったが、そなたは乱戦でも軍を見事に制御し、何事にも動じない節義があり、古の名将に勝る」と于禁を賞賛し、前後にわたる功績を評価して益寿亭侯に封じた。
建安3年（198年）、曹操に従軍して穣で張繡を攻め、下邳で呂布を生け捕りにした。
建安4年（199年）4月、別働隊として史渙・曹仁らと共に射犬で眭固を攻めて打ち破り、これを斬った。
8月、曹操が袁紹討伐のため官渡に向かう（官渡の戦い）と、于禁は先陣を務める事を自ら望んだ。そこで于禁に延津を守備させて、曹操は軍勢をまとめて官渡に引き揚げた。劉備が徐州で叛逆したので、曹操は劉備を征討した。袁紹が于禁を攻撃したが、于禁の守りは堅く、袁紹は陥落させる事ができなかった。
建安5年（200年）、于禁は楽進と共に歩兵と騎兵合わせて5000人を指揮して袁紹の別営を攻撃し、延津から西南の汲・獲嘉の二県にあった袁紹の別陣30余箇所を焼き払い、数千の兵を討ち取り、数千の兵を捕虜とし、将軍の何茂・王摩ら20余人を降伏させた。更に曹操は于禁を別軍として原武に駐屯させ、于禁は杜氏津の袁紹の陣を攻撃して打ち破り、裨将軍に昇進した。
曹操に従って官渡に帰還した。曹操は土山を築いて袁紹と対峙していたが、袁紹に矢を射込まれ多数の死傷者が出て、将兵の士気が下がっていた。ところが于禁が土山の守備を指揮して奮戦したので、士気を盛り返した。袁紹を破った後、于禁は偏将軍に昇進した。
荊州の劉表に身を寄せた劉備が侵攻すると、夏侯惇の指揮下で撃退に赴いたが、博望坡で劉備の計略にかかり苦戦し、李典に救われている（「李典伝」・蜀志「先主伝」）。
建安11年（206年）、東海の昌豨が再び反乱を起こしたため、その鎮圧に于禁が当たった。増援の夏侯淵の働きもあって、昌豨は于禁が旧友である事を頼りに降伏したが、于禁は「包囲された後に降伏した者は赦さない」という法に従って、淳于に駐屯する曹操の指示を仰ぐべきだとする諸将の反対を押し切り、涙を流しながら自らの手で昌豨を処刑した。曹操はその判断を褒めながらも「于禁以外の将に降伏すれば良かったものを」と、昌豨を哀れんだと言う。東海が平定されると、曹操は朝廷に楽進・于禁・張遼の栄誉を称えてこれを上奏し（「楽進伝」）、于禁は虎威将軍に任命された。
荊州の劉表からの攻撃に備え、于禁は潁陰に派遣された。楽進が陽翟に、張遼が長社に派遣されており、3人はいがみ合う事があったが、参軍の趙儼のおかげで統制された（「趙儼伝」）。
建安13年（208年）、曹操が荊州を征伐する際、于禁・張遼・張郃・朱霊・李典・路招・馮楷の7将軍は、章陵太守・都督護軍となった趙儼に統括された（「趙儼伝」）。
建安14年（209年）、張遼・張郃・臧覇らと共に陳蘭・梅成を討伐した。最初、于禁と臧覇が梅成を攻撃して3000余の軍勢を降参させたが、後に梅成は再び叛き張遼・張郃が攻撃する陳蘭と合流したため、張遼らの軍勢は兵糧が不足した。しかし、于禁が兵糧輸送の任務に当たったため、攻撃が途絶える事はなく、張遼らは陳蘭を斬る事が出来た。食邑を200戸加増し、以前と合わせて1200戸とした。
当時、于禁は張遼・楽進・張郃・徐晃と共に名将と謳われており、曹操が征伐に出る度に5人が交代で、進攻のときは先鋒となり、撤退のときは殿軍となっていた。
于禁の人柄は剛毅で威厳があった。賊の財物を手に入れても懐に収めず、賞賜を与えるなど清廉でもあったが、法律を重視して部下を統率するなど法律を絶対視する事があり、あまり兵士・民衆の人望を得る事ができなかった。先述の張遼・楽進・張郃・徐晃の4人がいずれも「兵士をよく可愛がり、命令とあらば喜んで服従した」と評されているのとは正反対である。
曹操はいつも朱霊を憎んでおり、その軍営を取り上げたいと思っていた。曹操は朱霊の軍勢を取り上げる時に、威名が轟いていた于禁に数十騎を率いさせて指令書を届けさせた。朱霊やその部将たちは動く事ができず、朱霊らは于禁の部下という立場に降格されることになったが、皆震えて服従した。このように于禁は人々から一目置かれていた。
左将軍に昇進し、仮節鉞を与えられた。領邑を500戸分割し、一子も侯に取り立てられた。この時点で、夏侯惇は曹操の「不臣の礼」により前将軍となっておらず、左将軍の于禁は右将軍の楽進と並び、魏の将軍としては筆頭の地位にあった。また、諸将の中で仮節を与えられた者は何名かいたが、仮節鉞を与えられたのは曹操時代では于禁だけである。

### 晩節を汚す
建安24年（219年）、曹操が長安にいるときに、劉備軍の関羽が北上し曹仁の守備する樊城を包囲した（樊城の戦い）。于禁は援軍の将として七軍の指揮を執り出陣した。この時、漢水を遡るつもりで船を用意していた関羽に対し、陸路を伝ってきた于禁らは船を持っていなかった。そこに漢水の氾濫が発生したため于禁ら七軍が水没し、包囲された于禁は指揮していた3万の兵と共に関羽に降伏して捕虜となった。同じ頃、樊城の北に駐屯していた龐徳も水没して関羽に捕らえられたが、降伏せずに曹操への忠義を貫いて打ち首となった。
両者の報を承けた曹操は悲しみと嘆息を込めて「わしが于禁を知ってから30年になる。危機を前にし困難に遭って、（忠義を貫いて死を選んだ）龐徳に及ばなかったとは思いもよらなかった」と言ったという。蔣済と司馬懿は「于禁殿らは洪水のせいで降ったのであり、戦いに失敗したわけではありません」と曹操に説いている（「蔣済伝」）。
関羽は于禁の大軍を捕虜にした事で兵糧が欠乏し、呉との国境である湘関の米を強奪した。孫権はこれを聞くと遂に荊州へ侵攻し、呂蒙を先鋒として派遣した（「呂蒙伝」）。
孫権が荊州を奪うと、江陵で捕虜となっていた于禁は、今度は孫権によって捕らえられ賓客として持て成されたが、虞翻にはその態度を罵倒された。さらに虞翻は、忠義を貫けなかった者への見せしめに于禁を殺すよう主張したが、孫権は取り合わなかった。しかし于禁は帰国した後、虞翻を大いに称賛したという（呉志「虞翻伝」が引く『呉書』）。
曹操が亡くなり、曹丕（文帝）が禅譲を受け即位すると、孫権は魏に藩国としての礼を取った。221年、于禁は他の捕虜とともに魏に送還されることとなった。
曹丕が于禁を引見したとき、于禁は鬚も髪も真っ白で、顔はげっそりとやつれていた。曹丕は于禁を表向き慰め安遠将軍に任命し、呉への使者に任命するとして、高陵（曹操の墓）を参拝させた。しかし曹丕は予め、関羽が戦いに勝ち、龐徳が憤怒して降服を拒み、于禁が降服した有様を絵に描かせておいた。于禁はこれを見ると、面目無さと腹立ちのため病に倒れ、死去した。子の于圭が跡を継いだ。
曹丕が送った諡は厲侯。厲は「邪を扶け正に違う」「政治を犯し悪事を為した」などの手厳しい意味がある。于禁は曹丕に死後までも嘲られたのだった。于禁と同じく汚名を残したまま死去した鄧艾や呉質が、後に汚名を返上する機会があったのに対し、于禁は最後まで機会が与えられなかった。
于禁と同格の張遼・楽進・張郃・徐晃ら、格下の李典・龐徳・典韋らが、建国の功臣として曹操の廟庭に祭られたが、于禁は祭られていない。

## 評価
陳寿は、曹操在世時に最も功績があった将軍として、張遼・楽進・于禁・張郃・徐晃を一つの巻に収録しており、于禁はその三番目に位置付けられている。于禁は五人の中で最も剛毅で威厳があったが、その終わりを全うしなかったと評されている。
『魏書』は、于禁が行軍の中から抜擢され、佐命立功して名将となったことを、曹操の人物眼が優れていたことの例えとして挙げている。
北宋の司馬光は、『資治通鑑』の中で「于禁は数万の将兵を率いていた。敗れても死ぬことができずに生きて降伏し、また帰って来た。文帝（曹丕）はこれ（于禁）を罷免することも、殺すこともできた。それなのに陵屋に（降服した有様を）描かせてこれを辱めた。君主のやることではない」と、曹丕の仕打ちを批判している。
裴松之は、于禁が旧友である事を頼りに降伏した昌豨を囚人として曹操の下に護送し、旧友のために万一の大赦を期待すべきだったとして于禁の行為を非難している。

## 三国志演義
小説『三国志演義』では、青州兵を処断し曹操軍をまとめた逸話が紹介されている一方、曹操に降伏した劉琮を曹操の命で暗殺したり（史実では劉琮は曹操に仕えた後、昇進を重ねている）、龐徳の忠義を疑い手柄の妨害をする場面があり、奸臣曹操の忠実な手先として貫徹している。哀れな最期を促すためか降服の場面では惨めな命乞いをしている。この描写は処刑された龐徳の忠義心を、より引き立てることになっている。弓馬の術に優れた将軍として登場するが、一騎討ちをする機会は少なく、馬超と打ち合って逃げ去る場面がある程度である。また赤壁の戦いでは、処刑された蔡瑁、張允の後任として毛玠と共に水軍都督となっている。